# Ilha Hoseason
A Ilha Hoseason é uma ilha com 11 quilômetros de comprimento e 6 de largura, a 37 quilômetros (20 milhas náuticas) a oeste da Ilha Trinity, no Arquipélago Palmer, na Antártida. O nome da ilha foi dado em homenagem a James Hoseason, primeiro-imediato do navio de caça à focas Sprightly, da compania Samuel Enderby & Sons, que operou na região durante os anos 1824–25.